# Freaky Fortune
Freaky Fortune es un dúo musical griego de dance, música electrónica y rap fundado en 2011 en Grecia. Sus miembros son el vocalista Nicolas "Nick" Raptakis (Νικόλας Ραπτάκης, Atenas 30 de abril de 1990) y el productor Theofilos Pouzbouris (Θεόφιλος Πουζμπούρης, Atenas 9 de febrero de 1991).

## Carrera
Comienzos
Fueron descubiertos en Internet tras participar con un cover en la competición de versiones Can You Sing?, de Perez Hilton. Interpretaron la canción Part of Me de Katy Perry, con el que posteriormente fueron elogiados.
Después de su victoria, lanzaron 3 sencillos (Our Destiny, Stronger y All I need) con los que cosecharon un gran éxito en las radios del país.
Festival de Eurovisión 2014
El dúo participó de la preselección griega llamada Eurosong 2014 – a MAD show para elegir al representante de ese país en Eurovisión 2014. Su canción, "Rise Up", la que interpretaron junto a RiskyKidd obtuvo el primer lugar y les dio el derecho de viajar a Copenhague, Dinamarca, a participar.
Se presentaron en la segunda semifinal, celebrada el 8 de mayo de ese mismo año, y lograron clasificarse para la gran final del 10 de ese mismo mes. En la gala final, obtuvieron 35 puntos y se posicionaron en el 20.º puesto, de entre 26 canciones. Es la posición más baja obtenida por Grecia desde la implantación de las semifinales en el festival.

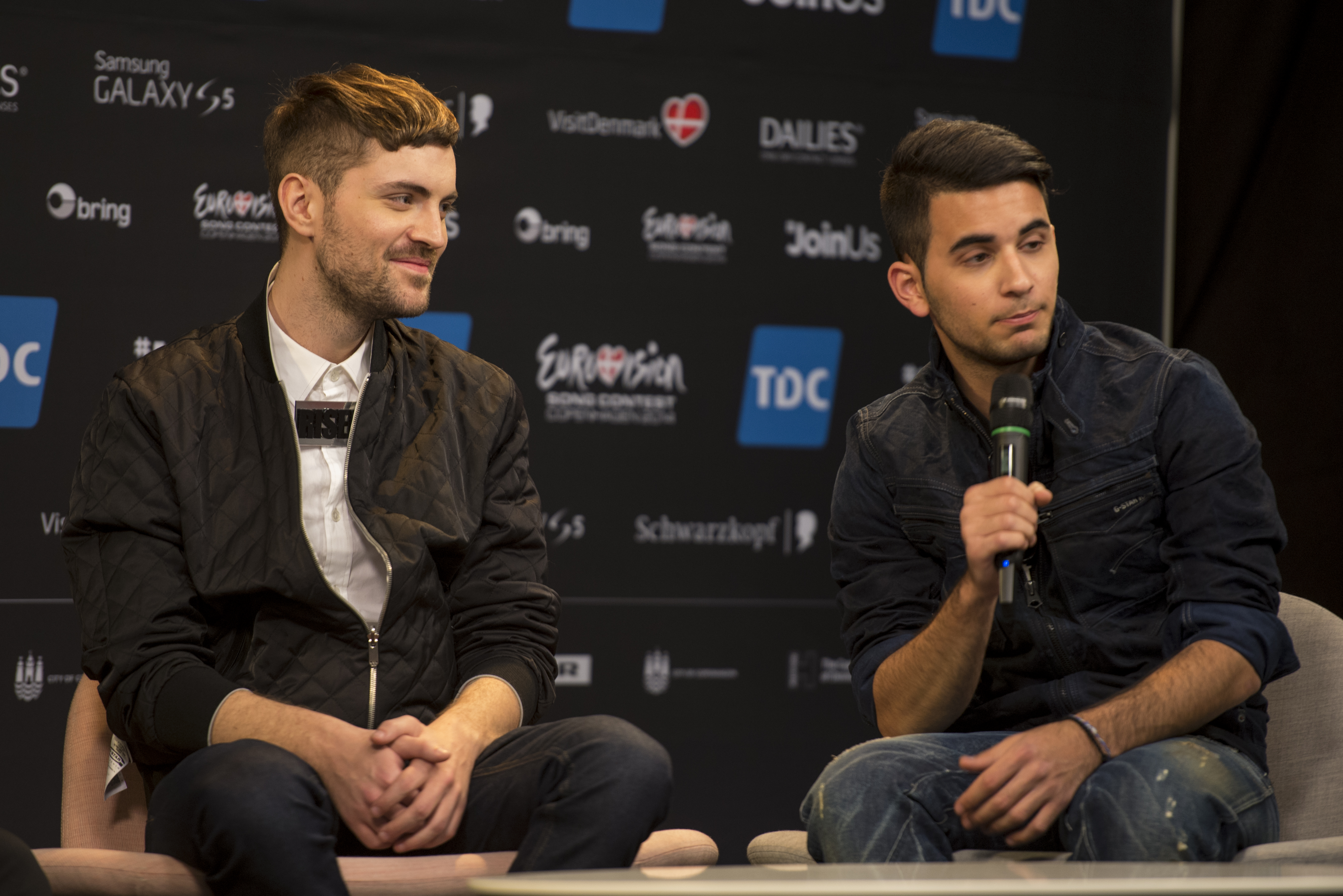
Freaky Fortune durante una entrevista en Eurovisión 2014, Copenhague

## Discografía
Sencillos
| 2012                                                        | "Our Destiny"                   | —  | —  | —   | Sencillo sin álbum |
| 2013                                                        | "Stronger"                      | —  | —  | —   | Sencillo sin álbum |
| 2013                                                        | "All I Need"                    | —  | —  | —   | Sencillo sin álbum |
| 2014                                                        | "Rise Up" (featuring RiskyKidd) | 67 | 73 | 110 | Sencillo sin álbum |
| "—" denota que no entró en las listas o que no fue lanzado. |                                 |    |    |     |                    |